# خيال (علم النفس)
في علم النفس، يُشير الخيال (بالإنجليزية: Fantasy)‏ إلى مجموعة واسعة من التجارب العقلية التي تظهر بواسطة قدرة المخيلة في الدماغ البشري، وتتميز بالتعبير عن رغبات معينة من خلال صور عقلية حية، وعادة ما تكون الأحلام مرتبطة بسيناريوهات غير ممكنة.

## الخيال الواعي
غالبًا ما يجد الأفراد أن أفكارهم في الحياة اليومية تسير في سلسلة من الأحلام الخيالية حول الأشياء التي يتمنون فعلها أو يتمنون أنهم قد فعلوها... أحلام خيالية تتعلق بالسيطرة أو الاختيار السيادي... أحلام يقظة.
اتخذ عالم النفس جورج إيمان فيلانت [الإنجليزية] في دراسته لآليات الدفاع مثالًا رئيسيًا على «الدفاع غير الناضج... الخيال - العيش في عالم أحلام شخصية والتر ميتي [الإنجليزية] حيث تتخيل أنك ناجح وشعبي، بدلاً من بذل جهود حقيقية لتكوين صداقات والنجاح في وظيفة». عندما يدفع الخيال إلى أقصى الحدود، هي سمة مشتركة للنرجسية. ووجدت فيلانت أنه «لا يوجد أي شخص يستخدم الخيال كثيرًا لديه أصدقاء مقربون».
اكتشف باحثون ومنظرون آخرون[صف بدقة] أن للخيال عناصر مفيد، زمنها توفير «تراجعات صغيرة وتحقيق بالأمنيات التعويضية التي هي تعافي في الواقع». تشير الأبحاث التي أجرتها ديردري باريت إلى أن الناس يختلفون جذريًا في الحيوية، وكذلك تواتر الخيال، وأن أولئك الذين لديهم حياة خيالية أكثر تطوراً هم غالبًا الأشخاص الذين يستخدمون خيالهم بشكل مثمر في الفن أو الأدب أو من خلال الوجود. مبدعًا ومبتكرًا خصوصًا في المهن التقليدية.

## فرويد والخيال
بالنسبة لفرويد، فإن الخيال يُبنى حول عدة رغبات مكبوتة في العادة، ويستخدم الخداع لإخفاء وتمييز العمليات الدفاعية التي تُنفذ بها الرغبة. يرغب المرء في الابتعاد عن الرغبة المكبوتة وفي نفس الوقت تجربتها، الأمر الذي يفتح المجال لنوع من بناء الجملة الثالث الذي يسمح بدخول متعدد إلى الخيال. وبالتالي، في الخيال، تتضاع الرؤية، حيث يصبح من الممكن رؤية من أكثر من وضعية في نفس الوقت، رؤية الذات ورؤية الذات ترى نفسها، وتقسيم الرؤية ونزع الذاتية. ويؤدي هذا الإغفال الجذري للموقف «أنا» إلى خلق مساحة لجميع تلك العمليات التي تعتمد على مركز مثل هذا، بما في ذلك ليس فقط التعرف بل أيضًا مجال وتنظيم الرؤية نفسها.
بالنسبة لفرويد أيضاً، ترتبط الجنسانية منذ البداية بكائن خيالي. ومع ذلك، «الكائن الذي يجب استعادته ليس الكائن المفقود بل بديله بالتحويل؛ الكائن المفقود هو كائن الحفاظ على الذات والجوع، والكائن الذي يسعى الإنسان إلى إعادة اكتشافه في الجنس هو كائن منحرف بالنسبة لذلك الكائن الأول». ويُنشئ هذا المشهد الأولي للخيال من خلال انحراف الرضع المحبطين بعيدًا عن الحاجة الغريزية للحليب والتغذية نحو تخيل الثدي الأم، والذي يقع بالقرب من الحاجة الغريزية. والآن يستمتع الجسد بالمص من ثدي الأم. فالفم الذي كان المصدر الأصلي للتغذية هو الآن الفم الذي يستمتع بالمص الخاص به. هذا الاستبدال للثدي بدلاً من الحليب والثدي بدلاً من المشهد الخيالي يمثل مستوى آخر من الوساطة النفسية المتزايدة. لا يمكن للطفل أن يشعر بمتعة الحليب دون إعادة النسخ النفسية للمشهد في العقل. «في الواقع، إيجاد كائن هو في الحقيقة إعادة العثور عليه». فإن الحركة وإعادة التجسيد المستمرة بعيدًا عن الغريزة هي التي تشكل وتحرك الرغبة.

## فرويد وأحلام اليقظة

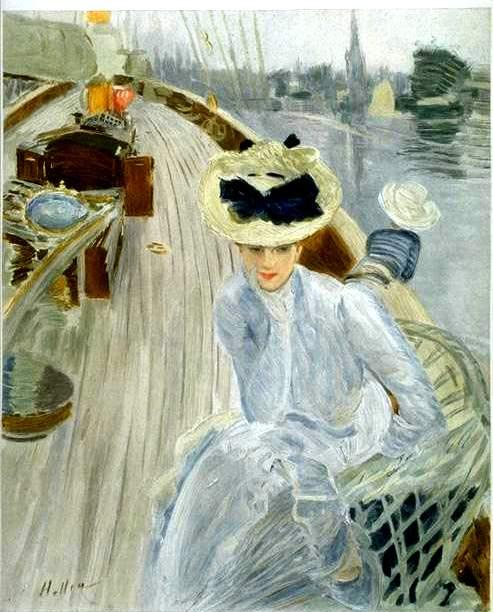
ريفيري (أحلام اليقظة)، 1901، لوحة بول سيزار حلو

أخذ سيغموند فرويد نظرة إيجابية مماثلة للخيال الذي اعتبر الخيال (بالألمانية: Fantasie)‏ آلية دفاع. واعتبر أن الرجال والنساء «لا يستطيعون العيش على الرضا الضئيل الذي يمكنهم ابتزازه من الواقع. «نحن ببساطة لا نستطيع الاستغناء عن الإنشاءات المساعدة»، كما قال تيودور فونتان ذات مرة... [بدون] الخوض في تحقيق الرغبات الوهمية. مع تطور تكيف الطفولة مع مبدأ الواقع، كذلك «انفصل نوع واحد من نشاط الفكر؛ وبقي خاليًا من اختبار الواقع وظل خاضعًا لمبدأ المتعة وحده. هذا النشاط خيالي... واستمر كالحلم اليومي». وقارن مثل هذه التخيلات بالطريقة التي «تحافظ بها المحمية الطبيعية على حالتها الأصلية حيث يمكن أن ينمو كل شيء... بما في ذلك ما هو عديم الفائدة وحتى ما هو ضار، وينتشر هناك كما يحلو له».
بالنسبة لفرويد، كانت أحلام اليقظة موردًا قيمًا. «تتصف هذه الأحلام النهارية بكمية كبيرة من الاهتمام؛ فهي محفوظة بعناية من قبل الفرد وعادةً ما تكون مخفية بحساسية كبيرة... يمكن أن تكون هذه الأوهام لا وعيًا بها بالإضافة إلى الوعي». واعتبر أن هذه التخيلات تتضمن قدرًا كبيرًا من الجوهر الحقيقي للشخصية، في حين أن الفنان «يمكن أن يحول أوهامه إلى إبداعات فنية بدلاً من أعراض... الإضطراب العصبي».

## كلاين والخيال اللاواعي
وسعت ميلاني كلاين مفهوم فرويد للخيال لتغطية علاقة الطفل النامي بعالم من الأشياء الداخلية. في تفكيرها، يُعرف هذا النوع من «نشاط اللعب داخل الشخص» بـ «الخيال اللاواعي». وغالبًا ما تكون هذه الأوهام عنيفة جدًا وعدوانية. إنها تختلف عن أحلام النهار العادية أو «التخيلات».
أصبح مصطلح «الخيال» مسألة مركزية مع تطور المجموعة الكلاينية كسلسلة متميزة في الجمعية النفسية البريطانية، وكان المصطلح في قلب ما يسمى بالمناقشات المثيرة للجدل [الإنجليزية] خلال فترة الحرب العالمية. «قبلت ورقة بحثية لسوزان إيزاكس (1952) حول 'طبيعة ووظيفة الخيال'... عمومًا من قبل مجموعة كلاين في لندن كبيان أساسي لموقفهم». كخصائص تعريفية، «يعتبر المحللون النفسيون الكلاينيون اللاوعي مكونًا من خيالات العلاقات مع الأشياء. يُفكر في هذه الخيالات على أنها أساسية وفطرية، وكتمثيلات عقلية للغرائز... المكافآت النفسية في العقل لآليات الدفاع».
اعتبر إسحاق أن «الأوهام اللاواعية تمارس تأثيرًا مستمرًا طوال الحياة، سواء في الأشخاص العاديين أو العصابيين، يكمن الاختلاف في الطابع المحدد للأوهام المهيمنة». تقبل معظم مدارس الفكر التحليلي الآن أنه في التحليل والحياة على حدٍ سواء، فإننا ندرك الواقع من خلال حجاب من الخيال اللاواعي. ومع ذلك، ادعى إسحاق أن «تحقيق رغبة فرويد الهلوسة و» مقدمة «و» عرضه «هما أساس الحياة الخيالية»، وإلى أي مدى كان الخيال اللاواعي تطورًا حقيقيًا لأفكار فرويد، وإلى أي مدى يمثل ربما يكون تشكيل نموذج جديد للتحليل النفسي هو السؤال الرئيسي للمناقشات المثيرة للجدل.

## لاكان والخيال والرغبة
انخرط جاك لاكان منذ وقت مبكر مع «الخيالات التي كشفتها ميلاني كلاين... صورة الأم... ظل الأشياء الداخلية السيئة « - مع الخيال [الإنجليزية]. على الرغم من ذلك، كانت فكرة فرويد عن الخيال كنوع من «ذاكرة الشاشة، التي تمثل شيئًا أكثر أهمية والتي كانت مرتبطة بها بطريقة ما» ذات أهمية أكبر بالنسبة له. توصل لاكان إلى الاعتقاد بأن «الخيال ليس أكثر من الشاشة التي تخفي شيئًا أساسيًا تمامًا، شيئًا محددًا في وظيفة التكرار».
وبالتالي، فإن الأوهام ترتبط بالعقل اللاوعي للفرد أو نواة أو جوهره الحقيقي وتحجبه عنه: «يجب أن توضع الذات والحقيقية على جانبي الانقسام، في مقاومة الوهم»، والذي يقترب بالتالي من مركز شخصية الفرد وانشقاقاته وصراعاته. «الموضوع يضع نفسه على النحو الذي يحدده الوهم... سواء في الحلم أو في أي من أشكال أحلام اليقظة المتطورة إلى حد ما» ؛ وكقاعدة عامة، «تخيلات الشخص هي اختلافات قريبة في موضوع واحد..». الخيال الأساسي «... التقليل إلى أدنى حد من الاختلافات في المعنى التي قد تتسبب بخلاف ذلك في مشكلة في الرغبة».
أصبح هدف العلاج بالتالي «la traversée du fantasme» أي «عبور الخيال، أو تجاوزه». بالنسبة إلى لاكان، «ينطوي اجتياز الخيال على افتراض الذات لموقف جديد فيما يتعلق بالآخر كلغة والآخر كرغبة... لحظة خيالية تتجاوز العصاب». السؤال الذي بقي لديها كان: «ماذا يصبح الشخص الذي يمر بالتجربة... الذي يعبر عن الخيال الجذري...؟»

## مبدأ الخيال
شهدت موضوعية ما بعد الحداثة للقرن الحادي والعشرين اهتمامًا جديدًا بالخيال كشكل من أشكال التواصل بين الأشخاص. هنا، يُقال لنا، «نحن بحاجة إلى تجاوز مبدأ اللذة، ومبدأ الواقع، وإكراه التكرار إلى... مبدأ الخيال - وليس، كما فعل فرويد، اختزال التخيلات إلى رغبات... [ولكن ضع في الاعتبار] كل المشاعر التي يمكن تخيلها « وبالتالي تصور التخيلات العاطفية كوسيلة ممكنة لتجاوز الصور النمطية إلى أشكال أكثر دقة من العلاقات الشخصية والاجتماعية. هذه النظرية «ترى العواطف مركزية في تطوير الخيالات بشأن بعضنا البعض والتي لا يحددها تصنيفات جماعية».

## اضطراب الشخصية النرجسية
ثمة سمتان للشخص المصاب باضطراب الشخصية النرجسية هما:
- نمط شائع من العظمة (في الخيال أو السلوك).
- الانشغال بأوهام النجاح غير المحدود أو القوة أو التألق أو الجمال أو الحب المثالي.

## الفصام
يعتبر الخيال من الأعراض الشائعة لدى الأشخاص الذين يعانون من مرض انفصام الشخصية. في الواقع، يصور هؤلاء الأشخاص أنماطًا محددة من الأنشطة العصبية العالية في شبكة الوضع الافتراضي لأدمغتهم، والتي من المحتمل أن تشكل العلامة الحيوية لهذه التخيلات. كما أن الأشخاص الذين يعانون من مرض انفصام الشخصية والذين ارتكبوا انتهاكات جنسية ضد النساء، أفادوا بأنهم يعانون من تخيلات جنسية عدوانية.

## مقالات ذات صلة
- الكتاب المبدعون ووأحلام اليقظة
- الذاكرة والعاطفة
- هروب من الواقع
- رومانسية عائلية [الإنجليزية]
- شخصية تميل إلى الخيال [الإنجليزية]
- نظرية العلاقة بالموضوع